# Dietmar Vahs
Dietmar Vahs (* 1961 in München) ist ein deutscher Wirtschaftswissenschaftler.

## Leben
Dietmar Vahs studierte Volks- und Betriebswirtschaftslehre an der Eberhard Karls Universität Tübingen und der University of Virginia. Nach der Promotion als Stipendiat der Landesgraduiertenförderung Baden-Württemberg 1989 arbeitete er bei Daimler-Benz. Seit 1993 ist Vahs als Professor an der Hochschule Esslingen tätig und leitet dort das von ihm 1998 gegründete Institut für Change Management und Innovation (CMI), das in Kooperation mit Unternehmen und Verbänden unter anderem empirische Studien im Bereich der Erfolgsfaktorenforschung von Innovations- und Transformationsprozessen sowie auf dem Gebiet des Qualitätsbewusstseins durchführt. Außerdem ist er akademischer Leiter des Masterstudienganges Innovationsmanagement und Managing Partner der Quality-Awareness-Experts, einer Expertengruppe, die Unternehmen bei der Weiterentwicklung des Qualitätsbewusstseins ihrer Mitarbeiter berät.
Die Lehr- und Forschungsgebiete von Vahs sind Veränderungs- und Innovationsmanagement, Organisations- und Personalmanagement, Qualitäts- sowie Prozessmanagement. Er ist Autor zahlreicher Publikationen, darunter Lehr- und Managementbücher zur Betriebswirtschaftslehre, zur Organisation, zum Qualitätsbewusstsein und zum Innovationsmanagement.

## Publikationen
- Controlling-Konzeptionen in deutschen Industrieunternehmungen. Eine betriebswirtschaftlich-historische Untersuchung (= Europäische Hochschulschriften. Reihe 5: Volks- und Betriebswirtschaft. Band 1080). Lang, Frankfurt am Main u. a. 1990, ISBN 3-631-42659-3 (Zugleich: Tübingen, Univ., Diss., 1989).
- Organisation. Ein Lehr- und Managementbuch. 11., überarbeitete und erweiterte Auflage. Schäffer-Poeschel, Stuttgart 2023, ISBN 978-3-7910-5698-2.
- Qualitätsbewusstsein schaffen. Mit der Quality-Awareness-Methode zur Qualitätsexzellenz. Hanser, München 2019, ISBN 978-3-4464-6166-6.
- mit anderen: Innovations- und Qualitätspotenziale optimal kombinieren: Wettbewerbsfähigkeit nachhaltig steigern. Hanser, München 2021, ISBN 978-3-4464-6338-7.
- mit anderen: Einführung in die Betriebswirtschaftslehre. 9., überarbeitete Auflage. Schäffer-Poeschel, Stuttgart 2025, ISBN 978-3-7910-6292-1.
- mit anderen: Innovationsmanagement. Von der Idee zur erfolgreichen Vermarktung. 6., vollständig überarbeitete Auflage. Schäffer-Poeschel, Stuttgart 2023, ISBN 978-3-7910-4278-7.
- mit anderen: Change Management in schwierigen Zeiten. Erfolgsfaktoren und Handlungsempfehlungen für die Gestaltung von Veränderungsprozessen. Mit CD-ROM. 2., veränderter Nachdruck. Deutscher Universitäts-Verlag, Wiesbaden 2007, ISBN 978-3-8244-0711-8.
- mit anderen: Change Management in Nonprofit-Organisationen. Schäffer-Poeschel, Stuttgart 2007, ISBN 978-3-7910-2584-1.
- mit anderen: Workbook Change Management. Methoden und Techniken. 3., überarbeitete Auflage. Schäffer-Poeschel, Stuttgart 2020, ISBN 978-3-7910-4697-6.
- mit anderen: Die neue Schule des Controllers. Band 1, Schäffer-Poeschel, Stuttgart 2000, ISBN 3-7992-0933-6.